# Рудник Бу-Хадра
Рудник Бу-Хадра – гірничодобувне підприємство на північному сході Алжиру, яке здійснює видобуток залізної руди.
В 1903 році права на розробку корисних копалин в Бу-Хадрі отримала компанія Société Mokta El Hadid, відома своїми розташованими на узбережжі Алжиру залізорудними рудниками Мокта-ель-Хадід та Бені-Саф. На той час з Бу-Хадри очікували передусім видобувати свинець та цинк, втім, в будь-якому разі, ключовим питанням для початку розробки віддаленого від моря родовища стала відсутність доступу до залізниці. Останній, в свою чергу, залежав від будівництва гілки до розташованого неподалік від Бу-Хадри залізорудного родовища Уенза, початок розробки якого затримувався через суперечку щодо прав на концесію. У підсумку термін ліцензії на Бу-Хадру сплив в 1913-му, при тому що ніяких робіт тут так і не розпочали.
В 1925-му провели новий конкурс на право розробки, на якому Société Mokta El Hadid поступилась компанії Société de l'Ouenza, що на той час вже кілька років вела розробку Уензи. Обов’язком концесіонера було через 5 років вивести рудник на рівень видобутку не менш ніж 40 тисяч тон на рік. В 1927-му почали будівництво залізничної гілки від Бу-Хадра довжиною 18 км, яка мала забезпечити сполучення із гілкою від Уензи. Залізнична ділянка стала до ладу в 1929-му, що нарешті забезпечило можливість розробки. Втмі, поглиблення світової економічної кризи змусило зупинити рудник вже у 1932-му.
В 1937-му оголосили про відновлення робіт на Бу-Хадра із намірами вийти протягом 5 – 6 років на рівень у 400 тисяч тон. Втім, вже невдовзі на тлі подій Другої світової війни загальне виробництво Société de l'Ouenza, для якої головним рудником завжди був Уенза, стрімко скоротилось – 175 та 198 тисяч тон в 1941 та 1942 роках і повний простій в 1943-му.
По завершенні бойових дій почалось стрімке відновлення і в 1951-му Société de l'Ouenza видобуло 2,14 млн тон руди, з яких 15% припадало на Бу-Хадру. Є відомості, що в подальшому виробництво на Бу-Хадра досягнуло 0,5 млн тон на рік.
Вже станом на початок 1950-х 66% компанії належало державі, а в 1966-му активи Société de l'Ouenza були націоналізовані урядом тепер вже незалежного Алжиру та передані державній стуктурі BAREM.
Тривалий час продукція залізних рудників Алжиру призначалась для експорту, допоки в 1969-му не почав роботу Ель-Хаджарський металургійний комбінат, який після запуску на початку 1980-х другої домни збільшив свою потужність по чавуну більш ніж утричі – до 1,8 млн тон. У підсумку рудники Бу-Хадра та Уенза зосередились на живленні цього металургійного підприємства.
У середині 2010-х виробництво Ель-Хаджарського комплексу на тлі лібералізації місцевого ринку металопродукції впало до мінімума (в 2014-му зафіксовано виплавку лише 0,2 млн тон), що не могло не вплинути на рудники. До проблем комбінату з конкуренцією додавались забастовки робітників копалень, які зривали поставки руди. Іншою причиною недопоставок виступали проблеми на залізниці. У цей період на Бу-Хадру припадало біля 25% поставок до Ель-Хаджару.
На Бу-Хадра виявлені три рудні тіла – Північне, Центральне та Південне, при цьому видобуток можливо провадити як відкритим, так і підземним способом. Останній застосовують для Південного покладу, що знаходиться на глибинах від 360 до 660 метрів та містить біля 60% загальних запасів (31 млн тон). Станом на кінець 2010-х на Південному покладу було відпрацьовано три рівні, тоді як ще п’ять залишались для майбутньої розробки.